# 擦鞋工

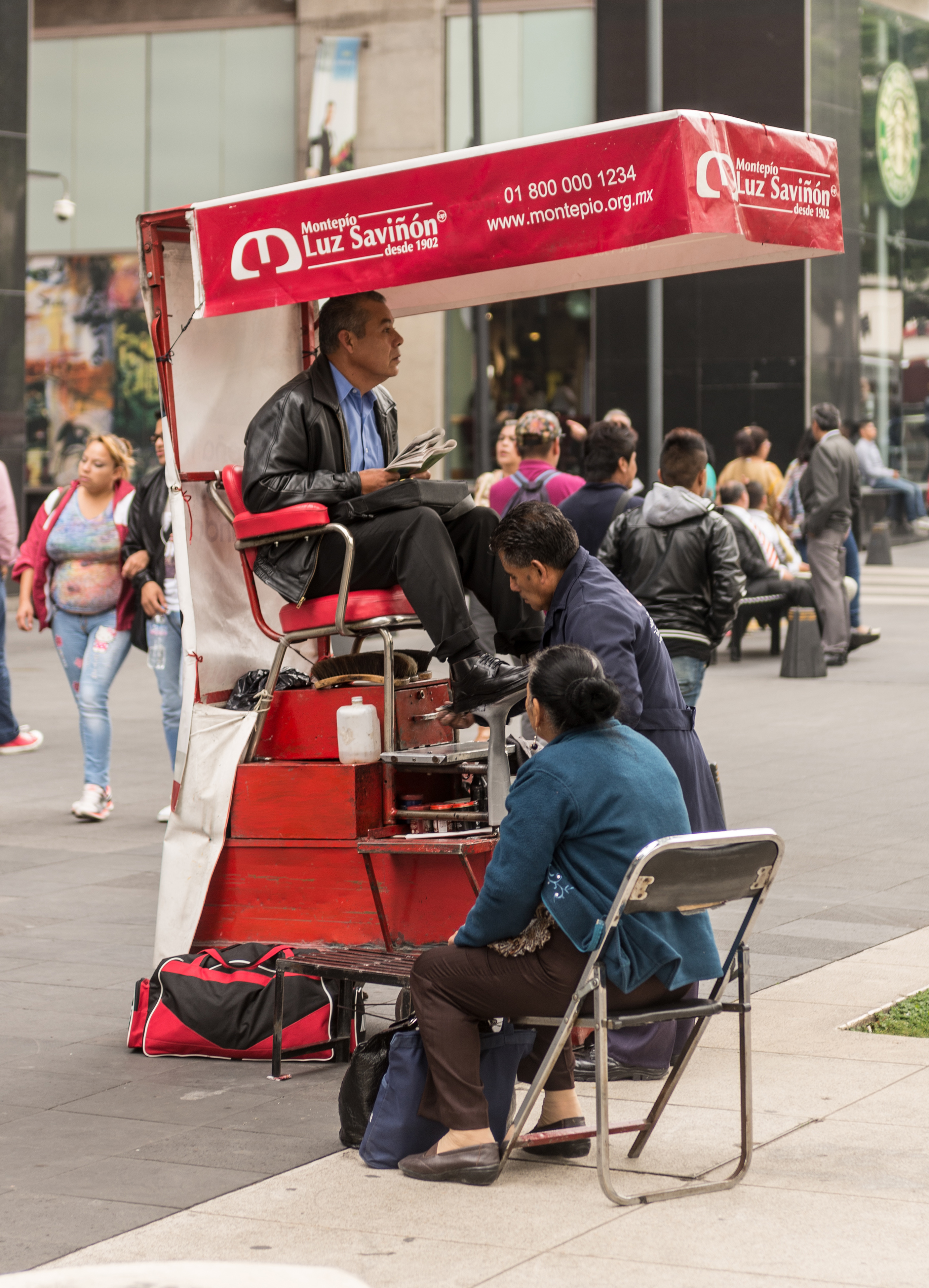
Mexico

擦鞋工，因從前多數是童工擔任而又名擦鞋童、擦鞋仔，是替別人擦鞋為職業的人，生產工具是鞋油、鞋擦、乾毛巾等。擦鞋可能是專門的，或者是補鞋業的附加服務。
由於擦鞋員在工作時需要低頭為顧客擦鞋，給人地位卑微的形象，他們常被歧視。但有不少知名人物以前曾經以擦鞋為業，例如：
- 詹姆士·布朗，非洲裔美国歌手，有“灵魂乐教父”之称，被认为对20世纪的流行音乐有至深的影响。 [1][2]
- 盧拉·達·席爾瓦，巴西第35任（2003年—2010年）及第39任（现任）总统，巴西劳工党创始成员。[3]
- 亞歷杭德羅·托萊多 ，秘魯的前總統[4]
- 麥爾坎·X，美國非裔伊斯蘭教教士。
- 楊登魁，台灣八大電視創辦人

另外，在粵語中，擦鞋又被比喻成拍馬屁的行為。